# Musée historique du Santander
Le Musée historique du Santander est un musée municipal installé dans une maison de style coloniale du centre-ville de Bucaramanga, dans le département de Santander. C'est dans cette maison que Simón Bolívar séjourne en 1828 dans l'attente des résultats de la Convention d'Ocaña.
Acquise en 1946 par l'Assemblée départementale du Santander, l'édifice est déclaré Monument national en 1999. Il est devenu le centre de l'Académie d'Histoire du Santander, et héberge depuis 1950 un musée sur l'histoire du département, la civilisation Guane et la bataille de Palonegro (Guerre des Mille Jours).

## Architecture
La maison de type coloniale espagnole s'articule autour de deux patios.